# Roman Bichler
Roman Bichler (* 7. Dezember 1972) ist ein deutsch-österreichischer Musikproduzent (Lennart Music), Komponist und Musiker, vorwiegend Keyboarder, Gitarrist und Bassist. Bis 2001 nutzte er das Künstlerpseudonym Ian John Hudson. Seither nutzt er die Aliasse Spif Anderson und Lennart. Er lebt in München.

## Wirken
Roman Bichler war 1988 Gründungsmitglied der Progressive-Rock-Band Surface Tension, wo er zunächst als Bassist unter dem Bühnennamen I.J. (Ian John) Hudson und ab 1992, nachdem Stefan Koglek (jetzt Colour Haze) die Band verlassen hatte, dann bis 1995 als Frontmann spielte. In diesem Zeitraum veröffentlichte die Band drei Alben. Unter gleichem Pseudonym spielte er im Anschluss bis zur Auflösung 1997 bei der Britpopformation Judas.
1997 begann er als Toningenieur und Arrangeur im Studio von Uli Eisner. Zusammen mit dem Gitarristen Thomas M. Mayer produzierte er dann bis 2001 verschiedene Münchner Künstler in verschiedenen Studios, immer noch unter dem Pseudonym Ian John Hudson. Von 2001 bis 2005 arbeitete Bichler dann unter anderem als Produktionsleiter bei Welt der Wunder. Ebenfalls 2001 rief er sein Projekt Lennart ins Leben und produzierte und veröffentlichte bislang mehrere Alben, eigene Projekte und andere Interpreten. Von 2005 bis 2009 arbeitete er als Songwriter und Produzent bei Phase III und war für den wesentlichen Teil der instrumentalen Arbeit verantwortlich. Der Song Trauermarsch vom Album Es Wird Dunkel der Band entwickelte sich zum Club-Hit in der Schwarzen Szene.
Zusammen mit Stefan Fenzel spielte er seit April 2007 im Synth-Electro-Pop-Projekt Suicide Booth, das von verschiedenen Sängern unterstützt wird. 2009 ersetzte der Musiker und Musikjournalist Daniel Dreßler Fenzel im Projekt. Das Album Terror From The Sky erreichte Platz 3 der Deutschen Alternative Charts (DAC).
Im Frühjahr 2008 begann er mit der Arbeit an einem Konzeptalbum, das musikalisch und stilistisch an das Desperado-Album der US-amerikanischen Rockband Eagles angelehnt sein sollte und sich textlich auf die Novelle Himmelsturm des Münchners Stefan Brinkmann beziehen sollte. Auf der Suche nach einem Sänger stieß er auf Patrick Ganster, mit dem er seither auch im Duo unter dem Namen Lennart vs. PatrickGanster zusammenspielt. Lennart war 2008 Hauptproduzent des von Amnesty International geförderten Kunstprojekts Toni Jo Henry, einem Musik-Drama um das Leid hinter einem Todesurteil.